# Sophie Gradon
Sophie Gradon (Newcastle upon Tyne, 25 de octubre de 1985-Ponteland, 20 de junio de 2018) fue una modelo británica, ganadora en 2009 de Miss Reino Unido. En 2016, participó en la segunda temporada del reality Love Island.

## Educación
Gradon nació en Newcastle upon Tyne. Se educó en la Dame Allan's School, donde completó el GCE Advanced Levels. Obtuvo una licenciatura en medios de comunicación, cultura y sociedad por la Universidad de Northumbria.

## Carrera
En 2008, Gradon ganó el título de Miss Newcastle. En 2009, ganó el título de Miss Gran Bretaña. Gradon trabajó como directora de marketing.
Fue promotora de la campaña NE1 en el centro de la ciudad de Newcastle, a través de la cual recaudó dinero para organizaciones benéficas. En calidad de tal, Gradon solicitó con éxito el apoyo financiero de Calum Best para la Great North Run en 2011. Se recaudaron miles de libras para enviar a niños con cáncer a un viaje a Creta. Chronicle Live informó de que Calum accedió a apoyar esta organización benéfica después de ver el trabajo que Gradon realizó para la Fundación Sara's Hope. En 2011, Gradon apareció en Sky Sports en apoyo de la campaña "The Great North Fitness Revolution".
Fue concursante de Love Island en 2016. Durante su estancia en la serie de telerrealidad Love Island, Gradon comenzó una relación con el camarero Tom Powell antes de emparejarse con la modelo de glamour Katie Salmon, la primera pareja del mismo sexo de Love Island. Ella decidió abandonar la villa en el día 39.
En 2018, Gradon formó parte de una charla sobre las redes sociales y su impacto en los niños. En una entrevista de marzo de 2018 con Radio Aire, Gradon reveló que fue víctima de un intenso ciberacoso y de trolls en internet. "Fue horrible. Creo que cuando recibes tantos comentarios a la escala que lo hicimos saliendo de miles de seguidores". También añadió: "hay fans y comentarios positivos, pero la gente se centra en los negativos. A veces lo buscaba... Había tantos comentarios negativos. Comentaban tu aspecto, tu forma de hablar. Se les ocurre una opinión sobre ti en un programa de televisión en el que te han visto durante 45 minutos".

## Vida privada
En 2008, Gradon salió con Wayne Lineker, hermano de Gary Lineker. En 2013, Gradon salió con el jugador de rugby Danny Cipriani. En 2016, los informes afirmaban que Gradon era "abiertamente bisexual". Era muy conocida entre la escena social de Newcastle.

## Muerte
Gradon fue encontrada muerta en la casa de sus padres en Medburn el 20 de junio de 2018. Tenía 32 años. Un portavoz de la Policía de Northumbria informó de que no parecía haber circunstancias sospechosas y no se reveló inicialmente la causa de la muerte. Los funcionarios declararon más tarde que la causa de la muerte era probablemente un suicidio; Gradon se había ahorcado. Su muerte provocó una respuesta entre los medios de comunicación, y la organización de Miss Reino Unido y varios miembros del reparto de Love Island expresaron sus condolencias. Su funeral se celebró el 5 de julio de 2018.
Según una investigación realizada en abril de 2019, Gradon se suicidó tras consumir cocaína y alcohol. Veinte días después de su muerte, el novio de Gradon, Aaron Armstrong, también se suicidó.